# Rot-Weiss Darmstadt
Sport- und Kulturverein Rot-Weiß Darmstadt 1954 e.V é uma agremiação esportiva alemã, fundada em 1954, sediada em Darmstadt, no estado de Hessen.

## História
O Rot-Weiss foi formado em 1954, logo após o Milagre de Berna, que foi uma das motivações para estabelecer o clube de futebol. Na maior parte de sua trajetória o time disputou as ligas mais baixas. 
Em 2007, um título na camada seis, a Bezirksoberliga Darmstadt o promoveu à Landesliga Hessen-Süd. A equipe tornou-se uma equipe de topo no campeonato e levou apenas três temporadas para ganhar o título, conquistando o acesso para a Hessenliga em 2010, junto ao rival local, 1. FCA Darmstadt, que terminou vice-campeão.

## Títulos

### Liga
- Verbandsliga Hessen-Süd
  - Campeão: 2010
- Bezirksoberliga Darmstadt
  - Campeão: 2007

## Cronologia recente
| Temporada | Divisão                   | Módulo | Posição |
| 2004–05   | Bezirksoberliga Darmstadt | VI     | 2º      |
| 2005–06   | Bezirksoberliga Darmstadt | VI     | 3º      |
| 2006–07   | Bezirksoberliga Darmstadt | VI     | 1º ↑    |
| 2007–08   | Landesliga Hessen-Süd     | V      | 5º      |
| 2008–09   | Verbandsliga Hessen-Süd   | VI     | 3º      |
| 2009–10   | Verbandsliga Hessen-Süd   | VI     | 1º ↑    |
| 2010–11   | Hessenliga                | V      | 11º     |
| 2011–12   | Hessenliga                | V      | 8º      |
| 2012–13   | Hessenliga                | V      | º       |

## Fonte
- Grüne, Hardy (2001). Vereinslexikon. Kassel: AGON Sportverlag ISBN 3-89784-147-9